# 自殺象棋
自殺象棋（Antichess、Losing chess、 Loser's chess、Zero chess, Giveaway chess, Suicide chess, 或Take me），民间称有子必吃，是勝利目標相當不一樣的國際象棋變體，至少十九世紀便已出現。

## 規則
- 可以吃子時必須吃子。

- 國王可以移到被攻擊的位置。

- 沒有將死。

- 沒有王車易位。

- 俘虜對手所有棋子則輸掉遊戲。

- 其餘與正統國際象棋規則相同。

## 外部連結
- 遊戲介紹與對局範例 （页面存档备份，存于）